# Joseph Gaertner
Joseph Gaertner (Calw, 12 marzo 1732 – Tubinga, 14 luglio 1791) è stato un botanico tedesco.

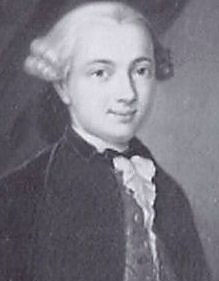
Joseph Gaertner

La sua opera principale è De Fructibus et Seminibus Plantarum, pubblicata in più volumi tra il 1788 e il 1792.